# Округ Мори (Тенеси)
Мори (енгл. Maury County) је округ у америчкој савезној држави Тенеси.

## Демографија
По попису из 2010. године број становника је 80.956, што је 11.458 (16,5%) становника више него 2000. године.
| Група             | 2000.          | 2010.          |
| Белци             | 56.327 (81,0%) | 64.919 (80,2%) |
| Афроамериканци    | 9.904 (14,3%)  | 10.154 (12,5%) |
| Азијати           | 232 (0,3%)     | 489 (0,6%)     |
| Хиспаноамериканци | 2.264 (3,3%)   | 3.909 (4,8%)   |
| Укупно            | 69.498         | 80.956         |